# オリヴェル・ゼレニカ
オリヴェル・ゼレニカ（Oliver Zelenika 、1993年5月14日 - ）は、クロアチア・ザグレブ出身のサッカー選手。プルヴァHNL・NKヴァラジュディン所属。ポジションはゴールキーパー。

## 経歴

### クラブ
地元クラブのNKディナモ・ザグレブで育成された。
2017年3月、レヒア・グダニスクに移籍。
2018年10月29日、NECナイメヘン|に移籍。
2020年2月3日、NKヴァラジュディンに移籍した。

### 代表
各年代でクロアチア代表に選出されている。2013 FIFA U-20ワールドカップではグループステージ全3試合に出場した。
2014年5月、ニコ・コヴァチ監督が第3キーパーとして2014 FIFAワールドカップ参加メンバーに選出した。